# 鹿島信哉
鹿島 信哉（かしま しんや、本名及び旧芸名の読みはかしま のぶや、1941年4月15日 - ）は、日本の俳優、声優。東京府東京市（現：東京都）出身。

## 来歴
劇団俳優座養成所13期生。吉祥寺明星学園在学中、映画『あすなろ物語』でデビュー。
以前は東宝、松竹大船撮影所、プラスプロ、エヌ・エー・シー、新星プロダクション、劇団新劇場、エ・ネストに所属していた。
松竹大船撮影所の俳優による研究グループ、船の会のメンバーだった。

## 人物
声種はバリトン。特技・趣味は茶道（表千家流）、華道（未生流）教授。

## 出演作品

### テレビドラマ
- 隠密剣士 第10部「変幻忍法帖」第6話「幻夢流朧霧丸」 - 第8話「伊賀流霧の遁兵衛」（1965年） - 朧霧丸
- 国際事件記者（1965年）
- 東京警備指令 ザ・ガードマン （1965年）
  - 第7話「狂った獣」
  - 第27話「不敵な逃亡者」
- 女殺し屋 花笠お竜 第16話「女三匹子ノ刻参上」（1970年）
- コートにかける青春（1971年 - 1972年）
- 天皇の世紀 第12話「義兵」（1971年） - 島村
- 一心太助（1971年、CX）
- おらんだ左近事件帖 第16話「お祭り安吉」（1972年）
- 火曜日の女シリーズ / ある朝、突然に…（1972年、NTV）
- 太陽にほえろ!
  - 第1話「マカロニ刑事登場!」（1972年） - 「パークサイド」バーテンダー
  - 第32話「ボスを殺しに来た女」（1973年）
  - 第43話「きれいな花にはトゲがある」（1973年） - 「ジュリー」マスター
  - 第73話「真夜中に愛の歌を」（1973年） - 「ファニー」マスター
  - 第88話「息子よ、お前は……」（1974年） - 記者
  - 第111話「ジーパン・シンコその愛と死」（1974年）
  - 第127話「非情な斗い」（1974年）
  - 第137話「ありがとう、テキサス坊や」（1975年） - 葬式の受付係
  - 第151話「刑事の妻」（1975年） - 東陽画廊店員
  - 第169話「グローブをはめろ!」（1975年） - アナウンサー
  - 第180話「訣別」（1975年） - アナウンサー※ノンクレジット
  - 第191話「冬の女」（1976年） - 警察官
  - 第196話「言葉の波紋」（1976年） - 七曲署警察官※ノンクレジット
  - 第204話「厭な奴」（1976年） - 警察官の声※ノンクレジット
  - 第228話「目撃者」（1976年） - 岡本雄造
  - 第238話「東京上空17時00分」（1977年） - BSS放送局局員※ノンクレジット
  - 第240話「木枯しの中で」（1977年） - アナウンサーの声※ノンクレジット
  - 第246話「赤ちゃん」（1977年） - 麻薬取締官、アナウンサーの声※ノンクレジット
  - 第258話「愛の追憶」（1977年） - 運転手
  - 第263話「罠」（1977年） - 「WHO」店長
  - 第309話「危険な時期」（1978年） - ホテルフロント係
  - 第352話「ボン・絶体絶命」（1979年） - スーパーマーケット社員
  - 第442話「引金に指はかけない」（1981年） - アナウンサーの声※ノンクレジット
  - 第482話「ラッサ熱」（1981年） - アナウンサーの声※ノンクレジット
  - 第554話「シルバー・シート」（1983年） - テニスコート主人
  - 第590話「怪盗107号」（1984年） - 松本亮一 ※写真のみ、ノンクレジット
  - 第646話「うそ」（1985年） - 大塚
  - 第679話「ホラ吹きの街」（1986年） - 中原の秘書
  - 第708話「撃て! 愛を」（1986年） - 倉持画廊主人
- 荒野の素浪人・第2シリーズ（1974年）
  - 第1話「風塵の剣」
  - 第8話「野良犬無残」
- 傷だらけの天使
  - 第4話「港町に男涙のブルースを」（1974年）
  - 第19話「街の灯に桜貝の夢を」（1975年）
- 水もれ甲介 第1話「頼んだぜ、甲介」（1974年） - バンドメンバー
- 鬼平犯科帳（丹波哲郎版） 第26話「密偵たちの宴」（1975年、NET / 東宝）
- はぐれ刑事 第13話「冬よ せめて美しくあれ」（1975年）
- 大江戸捜査網
  - 第224話「殺しの夜明け」（1976年）
  - 第242話「大暴れ娘かわら版」（1976年）
  - 第270話「王将に秘めた疑惑」（1976年）
  - 第275話「傷だらけの同心魂」（1977年）
  - 第312話「甦えった魂なき殺人者」（1977年）
  - 第513話「新隠密登場 謎の慶長大判」（1981年） - 瓦版売り
  - 第555話「女狩り 黒い十手の怨み節」（1982年）
  - 第625話「兇悪軍団怒る! 偶然の恐怖」（1983年） - 瓦版売り
  - 新 大江戸捜査網（1984年） - 瓦版売り
    - 第6話「女隠密やわ肌勝負」
    - 第21話「深川隠れ宿無頼帖」
    - 第26話「さらば隠密同心」
- 俺たちの旅 第15話「男の心はかよいあうのです」（1976年）
- 伝七捕物帳 （NTV）
  - 第111話「はぐれ烏が風に泣く」（1976年）- 伊助
  - 第114話「鳩笛恨み唄」（1976年）
  - 第122話「男一匹かわら版」（1976年）
  - 第158話「寄り合う肩に情の十手」（1977年） - 金次
- 江戸の旋風シリーズ
  - 同心部屋御用帳・江戸の旋風II
    - 第23話「牢破り」（1976年）
    - 第27話「新吾有情」（1976年）
    - 第32話「志津は人妻」（1976年）
    - 第51話「十手魂の対決」（1977年）

  - 同心部屋御用帳・江戸の旋風（第3シリーズ）
    - 第13話「おかしな約束」（1977年）
    - 第24話「呪いの藁人形」（1977年）
    - 第31話「こそ泥の恩返し」（1977年）
    - 第40話「消えた影」（1978年）
    - 第49話「女房の勇み足」（1978年）

  - 同心部屋御用帳・江戸の旋風（第4シリーズ）
    - 第3話「片面打ちの仁義」（1978年）
    - 第6話「父ありき」（1978年）
    - 第14話「男の涙」（1979年）

  - 同心部屋御用帳・新・江戸の旋風（1980年）
    - 第13話「危うし母子! 絵図面の謎」 - 清太郎
    - 第30話「瞼の父娘の子守唄」
- 愛のサスペンス劇場 / 愛が見えますか…（1976年） - 捜査本部の刑事
- 俺たちの朝 第42話「芸術の秋とチャンスとどうしてこうなるの？」（1977年9月25日、NTV） - 江ノ電の車内アナウンス
- ご存知!女ねずみ小僧 第31話「恋占南蛮歌留多」（1977年） - 用人
- 新五捕物帳
  - 第44話「阿波木偶秘聞・後」（1978年）
  - 第47話「月とすっぽん」（1978年）
  - 第129話「しのび逢い」（1980年）
- 江戸の激斗（1979年）
  - 第7話「激流に消えた男」
  - 第19話「囮・危険な取引き」
- 大追跡（1978年）
  - 第11話「女豹が跳んだ」
  - 第20話「日の丸愚連隊」
- 大捜査線（1980年）
  - 第4話「傷ついた野獣」
  - 大捜査線シリーズ 追跡 第35話「裏切りの街・大都会」
- そば屋梅吉捕物帳 第16話「浅間の煙よ男の命」（1980年） - 同心
- 江戸の牙 第25話「瓦版 醜聞を追え!」（1980年）
- 鬼平犯科帳
  - 第1シリーズ 第13話「蛇の眼」（1980年）
  - 第2シリーズ 第25話「密偵たちの宴」（1981年）
- それからの武蔵（1981年）
- 刑事犬カール2 第2話「命のロープを放すな」（1981年）
- プロハンター 第10話「手錠のままの追跡」（1981年）
- 気になる天使たち 第10話「娘は、いまが曲り角」（1981年） - 役者
- 文吾捕物帳 第12話「美しき殺人鬼」（1982年）
- ザ・ハングマンシリーズ
  - ザ・ハングマンII 第9話「仮病の悪、大手術いびり出し作戦」（1982年） - 警視庁捜査四課刑事
  - 新ハングマン（1983年）
    - 第4話「兵隊を密輸する悪ガードマン会社」
    - 第9話「連続射殺魔を騙した女結婚サギ師」 - 中村アナウンサー
    - 第10話「新人女優に泥をぬる芸能学院女帝」 - 中村アナウンサー※ノンクレジット

  - ザ・ハングマン4（1984年）
    - 第7話「大学マフィアが女子大生をポルノさせる!」 - 小西和雄（アナウンサー）
    - 第12話「タイガーキャブの本拠が襲われる!」 - 同上
    - 第13話「強盗ガードマンを人間パチンコではじく!」 - アナウンサーの声

  - ザ・ハングマンV 第2話「警官が流れ弾でOL殺し!?」（1986年） - 小林アナウンサー
  - ザ・ハングマン6 第4話「リモコンナイフで首筋を襲え!」（1987年）
- 右門捕物帖 第14話「罠にはまった敬四郎」（1983年、NTV）
- 土曜ワイド劇場
  - 牟田刑事官事件ファイル 第1作「事件の眼」（1983年）
  - 結婚って何さ殺人事件（1986年）
  - 弁護士・今田一平 第4作「軽井沢-東京・女子大生たちの危ないゲーム」（1988年）
- 私鉄沿線97分署 第6話「もう一度ハッピネス」（1984年）
- 女ふたり捜査官 第16話「逆転! 暴かれた離婚劇」（1987年）
- 六本木ダンディーおみやさん 第7話「別の殺人事件を掘り起こした殺人事件」（1987年）
- 月曜・女のサスペンス「孔雀の誘惑」（1989年）
- ゴリラ・警視庁捜査第8班（1989年）
  - 第22話「ある戦場」
  - 第33話「傷だらけのメロディ」
- 女無宿人 半身のお紺（1991年） - 巳之吉
- 水曜ミステリー9 / さすらい署長 風間昭平 第3作「えちご恋人岬殺人事件」（2005年） - 竜王予備校スタッフ

### 特撮
- ウルトラシリーズ
  - ウルトラマン（1966年）
    - 第6話「沿岸警備命令」 - 港湾事務所所員、ラジオのアナウンサーの声
    - 第16話「科特隊宇宙へ」 - 新聞記者 ※ノンクレジット

  - ウルトラマンA（1972年）
    - 第2話「大超獣を越えてゆけ!」 - TAC通信隊員 ※第3話はクレジット表記のみ
    - 第6話「変身超獣の謎を追え!」 - TAC兵器開発部員 ※ノンクレジット
    - 第7話「怪獣対超獣対宇宙人」、第8話「太陽の命 エースの命」 - TAC通信隊員 ※ノンクレジット
    - 第26話「全滅! ウルトラ5兄弟」 - ラジオの声 ※ノンクレジット

  - ウルトラマンタロウ ※ノンクレジット
    - 第9話「東京の崩れる日」（1973年） - 太田アナウンサー
    - 第15話「青い狐火の少女」（1973年） - テレビのナレーション
    - 第33話「ウルトラの国 大爆発5秒前!」、第34話「ウルトラ6兄弟最後の日!」（1973年） - ゾフィーの声
    - 第38話「ウルトラのクリスマスツリー」（1973年） - 緑色宇宙人テロリスト星人の声
    - 第39話「ウルトラ父子 餅つき大作戦!」（1973年） - ウルトラの父の声
    - 第53話「さらばタロウよ! ウルトラの母よ!」（1974年） - 宇宙海人バルキー星人の声

  - ウルトラマンレオ
    - 第3話「涙よ、さよなら…」（1974年） - 鈴木隊員（MAC）
    - 第36話「飛べ! レオ兄弟 宇宙基地を救え!」（1974年） - MACの医師 ※ノンクレジット
    - 第45話「恐怖の円盤生物シリーズ! まぼろしの少女」（1975年） - 仁科博士

  - ウルトラマンティガ 第6話「セカンド・コンタクト」（1996年） - ミズノ・タカジ博士
- マグマ大使 第21話「細菌を追え!!」、第22話「あの宇宙ロケットを停めろ!!」（1966年） - スペクター1号
- ミラーマン（1972年）
  - 第17話「罠におちたミラーマン」 - 警視庁のオペレーター ※ノンクレジット
  - 第47話「侵略者撃破計画」 - 工藤
- 緊急指令10-4・10-10（1972年）
  - 第3話「地底怪獣アルフォン」 - アナウンサー
  - 第16話「原始人バラバ」 - 金田
- ジャンボーグA 第2話「大逆襲! アンチゴーネ」（1973年） - 血液銀行職員 ※ノンクレジット
- ファイヤーマン（1973年）※ノンクレジット
  - 第1話「ファイヤーマン誕生」 - 海洋開発センター通信の声
  - 第3話「謎の宇宙船」 - シーマリン乗員
  - 第7話「恐怖の宇宙細菌」 - シーマリン乗員
  - 第30話「宇宙に消えたファイヤーマン」 - 宇宙空間監視衛星の声
- 流星人間ゾーン（1973年）
  - 第5話「キングギドラをむかえ撃て!」 - 戦闘機パイロット
  - 第26話「粉砕! ガロガガンマーX作戦」 - 医師 ※ノンクレジット
- ロボット刑事 第9話「電気椅子スパイ!!」、第10話「バドーのみな殺し作戦!!」（1973年） - 小田物産社員
- ダイヤモンド・アイ 第26話「キングコブラ 大決戦」（1974年） - ドグラ / ヒトデツボの声
- 日本沈没 - D計画職員
  - 第13話「崩れゆく京都」（1974年）※ノンクレジット
  - 第19話「さらば・函館の町よ」（1975年）
  - 第20話「沈みゆく北海道」（1975年）※ノンクレジット
  - 第22話「折れ曲がる、日本列島」（1975年）
  - 第23話「海に消えた鎌倉」（1975年）
- 小さなスーパーマン ガンバロン 第14話「でっかいぞ! ダイバロン登場」（1977年） - 荒木編集長
- スターウルフ（1978年） - コントロールタワーチーフ
  - 第1話「さすらいのスターウルフ」
  - 第4話「恐怖の恒星間航行」
- ふしぎ犬トントン 第2話「ワンちゃん大脱走」（1978年）
- 西遊記シリーズ
  - 西遊記 第10話「哀しき王妃 二人の玄奬」（1978年） - 猪八戒が化けた色男（声は西田敏行）
  - 西遊記II 第4話「落ちこぼれの恐怖 分数妖怪」（1979年）
- 恐竜戦隊コセイドン 戦え 人間大砲コセイダー 第49話「人間大砲コセイダー 大漂流」（1979年） - 医師

### 映画
- あすなろ物語（1955年） - 15歳の鮎太 ※デビュー作[3]
- 美しき母（1955年）[7]
- こぶしの花の咲くころ（1955年） - 坂本[13]
- ゴジラシリーズ
  - ゴジラ対メカゴジラ（1974年） - ホテルのフロント[8]
  - ゴジラ（1984年） - 首脳通訳担当官[8] ※ノンクレジット
- 金環蝕（1975年） - 電力開発理事
- 続・人間革命（1976年）
- 洗礼（1996年）
- 日本の青空（2007年） - 森戸辰男

### オリジナルビデオ
- ムーンスパイラル 番外編「赤巻紙・青巻紙・黄巻紙」（1996年） - お父さん
- ウルトラセブン1999最終章6部作 第5話「模造された男」（1999年） - 池田

### 舞台
- 桜隊原爆忌の会2005年（朗読）
- ラブレター（坊主）

### テレビアニメ
- ハリスの旋風（1966年）

### 吹き替え

#### 映画
- 悪魔の毒々おばあちゃん（パーシバル神父[1]）
- 宇宙冒険旅行（ベン・シャープ〈ドン・デュビンズ〉）※テレビ新録版
- キャンディマン
- 恐竜島の秘密（バーリング）※フジテレビ版
- サーカス天国（ロドリゲス、牧師）※TBS版
- 地獄の女囚コマンド
- スターフライト・ワン（ボウディッシュ〈ジョージ・ディセンゾ〉）※テレビ版
- ゼイリブ
- ダーク・アベンジャー 暗闇からの復讐
- ダークサイド・オブ・ラブ（デザイナー2）※テレビ東京版
- タイム・ガーディアン（ズーリック〈ピーター・メリル〉）※ビデオ版
- 透明人間
- ナポリと女と泥棒たち（ジャック〈ハリー・ガーディノ〉）※テレビ東京版
- 初恋物語（ロイ・ローガン〈リチャード・モール〉）※讀賣テレビ版
- 八点鐘が鳴るとき（無線係、ピーター）※日本テレビ版
- バットマン ※ソフト版
- ハンガー（アレグレッツァ警部補〈ダン・ヘダヤ〉、公衆電話の横の男〈ジョン・パンコウ〉）※TBS版（DVD収録）
- ハンボーン（タッカー〈O・J・シンプソン〉、ジェレ〈ポール・コスロ〉）※フジテレビ版
- ビッグ（課長〈ジェームズ・エックハウス〉）※テレビ東京版
- フォー・フレンズ/4つの青春（トム〈ジム・メッツラー〉）※日本テレビ版
- メル・ブルックスの大脱走（ゲシュタポ副官〈クリストファー・ロイド〉、ボヤスキー〈アール・ボーエン〉）※TBS版（DVD収録）
- ランボー ※日本テレビ旧録版

#### ドラマ
- 暗黒の戦士 ハイランダー
- 特捜班CI-5

#### アニメ
- トムとジェリー（TBS版）（ブッチ、トムの悪友、アンクル・ペコス、天国の駅長）

#### 人形劇
- 海底大戦争 スティングレイ タジマノン神殿の謎（補給係）
- サンダーバード スパイにねらわれた原爆（警官ジョーンズ）